# 八橋インターチェンジ
八橋インターチェンジ（やつはしインターチェンジ）は、愛知県知立市にある衣浦豊田道路のインターチェンジである。知立方面のみのハーフICで、料金は牛田ICまたは牛田TBで支払う。

## 接続する道路
- 知立市道八橋町15号線

## 隣
衣浦豊田道路（有料区間）
牛田IC/牛田TB - 八橋IC - 生駒IC